# André Couder
André Couder (Alençon, 27 de noviembre de 1897 - París, 16 de enero de 1979) fue un ingeniero óptico y astrónomo francés.

## Biografía
Formado en el Instituto de Química de París, André Couder comenzó a trabajar en el Observatorio de Estrasburgo bajo la dirección de Ernest Esclangon, antes de asumir, por iniciativa de André Danjon, el laboratorio óptico del observatorio de París en 1925, del que se convirtió en director y donde adquirió rápidamente una reputación mundial. Desde entonces, y hasta su retiro en 1968, diseñó la mayoría de las partes ópticas de los instrumentos franceses, desde el astrolabio de 6 centímetros de abertura, hasta el telescopio de 193 centímetros que equipa el Observatorio de la Alta Provenza.
Contribuyó de forma destacada a la mejora de múltiples aspectos de los sistemas ópticos de los telescopios, desarrollando técnicas de pulido de las superficies parabólicas de los espejos para corregir los efectos de la deformación térmica. Ideó la pantalla de ventanas para el control de la geometría de espejos parabólicos; el anastigmato de Couder de dos espejos; y un desarrollo del telescopio de Karl Schwarzschild. Así mismo, inventó el «ensayo nulo» y preconizó múltiples mejoras para la fabricación de espejos.
Elegido miembro de la sección de astronomía de la Academia de Ciencias de Francia el 14 de junio de 1954 y de la sección de Ciencias del Universo en 1976, fue nombrado presidente de la institución en 1968. Igualmente fue miembro de la Real Academia de Ciencias, Letras y Bellas Artes; vicepresidente de la Unión Astronómica Internacional (1952-1958); presidente del Bureau des Longitudes (1951-1953); y galardonado con el Gran Premio Científico de la Ciudad de París (1961).

"Astrónomo y óptico. Jefe del Laboratorio de Óptica del Observatorio de París. Aúna a la vez las cualidades de un astrónomo observador y las de un técnico hábilidoso. Gran imaginación por un lado, y poseedor en un grado elevado del espíritu de realización. Es el tipo del investigador por excelencia".
Anotación de Ernest Esclangon sobre Couder.

«La mayoría de las partes ópticas de los instrumentos franceses construidos hasta su jubilación en 1967 salieron de su mano.» (Ref : El Observatorio de París.)
Está enterrado en Bourg-la-Reine, ciudad en la que residía.

## Algunas publicaciones
- con André Danjon. Lunettes et télescopes : Théorie, conditions d'emploi, description, réglage, histoire (francés)

## Reconocimientos y honores
- Galardonado con el Premio Valz en 1936.[3]
- Medalla Janssen  de la Academia de Ciencias de Francia en 1952.
- La «Ley de Couder» es la ley fundamental de los apoyos primarios de los espejos.
- El cráter lunar Couder lleva este nombre en su honor.

## Lecturas relacionadas
- André Couder, André Danjon, Lunettes et télescopes. Théorie : Conditions d’emploi, Description, Réglage, Histoire, Paris, Albert Blanchard, 1990.

- Datos: Q518079